# Biographie de la faim
Biographie de la faim est le treizième ouvrage d’Amélie Nothomb, publié en 2004 aux éditions Albin Michel.

## Résumé
Dans ce récit, Amélie Nothomb retrace quelques passages de sa vie. Bien que l'autrice n'y reconnaisse pas une parfaite autobiographie, aucun élément n'est, selon ses dires, fictif.

## Thèmes
Cette œuvre, présentée comme autobiographique, aborde les rapports de l'autrice avec la nourriture, et plus généralement son « féroce appétit » dans la vie ; l'autrice évoque également l'importance de la faim dans la construction identitaire des peuples.